# فيتالي باكولين
فيتالي باكولين (بالروسية: Бакулин, Виталий Александрович)‏ هو لاعب كرة قدم روسي في مركز الوسط، ولد في 8 سبتمبر 1983. لعب مع نادي كراسنودار.